# Matt Salsberg
Matthew „Matt“ Salsberg (* 1971 in Montreal, Québec) ist ein kanadischer Fernsehproduzent, Drehbuchautor und Pokerspieler. Er gewann im September 2012 das Main Event der World Poker Tour und wurde am Saisonende als Spieler des Jahres der Turnierserie ausgezeichnet.

## Persönliches
Salsberg wuchs in Montreal auf. Er kam bereits in seiner Jugend in Form von Pferdewetten mit Glücksspiel in Berührung und spielte Golf. Auf Drängen seiner Eltern belegte er einen Kurs im Schreiben von Drehbüchern und fand darin seine Berufung. Seitdem schrieb er u. a. für die Fernsehserien Weeds – Kleine Deals unter Nachbarn, Familienstreit de Luxe und Kidding.

## Pokerkarriere
Seine ersten Preisgelder bei Live-Turnieren gewann Salsberg ab Mitte November 2004 bei kleineren Events, die meist in Los Angeles gespielt wurden. Im Juli 2011 war er erstmals bei der World Series of Poker (WSOP) im Rio All-Suite Hotel and Casino am Las Vegas Strip erfolgreich und belegte beim Main Event den mit knapp 110.000 US-Dollar dotierten 70. Platz. Mitte September 2012 gewann der Kanadier das Main Event der World Poker Tour (WPT) in Paris. Dafür setzte er sich gegen 227 andere Spieler durch und sicherte sich eine Siegprämie von 380.000 Euro. Darüber hinaus belegte er im Laufe der WPT-Saison 2012/13 in Atlantic City und Hollywood, Florida, jeweils den sechsten Platz sowie in Venedig den siebten Rang. Aufgrund dieser Leistungen wurde er am Saisonende als Spieler des Jahres der Turnierserie ausgezeichnet. Bei der WSOP 2014 wurde Salsberg bei einem Turnier der Variante No Limit Hold’em Dritter und erhielt knapp 210.000 US-Dollar. Im Venetian Resort Hotel am Las Vegas Strip belegte er im September 2016 bei einem Deepstack-Turnier den zweiten Platz für knapp 150.000 US-Dollar. Im Mai 2017 entschied der Kanadier das Main Event der California State Poker Championship in Los Angeles für sich und sicherte sich den Hauptpreis von rund 175.000 US-Dollar. Beim PokerStars Caribbean Adventures auf den Bahamas belegte er im Januar 2019 bei einem Side-Event einen mit über 130.000 US-Dollar dotierten dritten Rang.
Insgesamt hat sich Salsberg mit Poker bei Live-Turnieren knapp 3 Millionen US-Dollar erspielt.